# Urodica
Urodica (livadar, lat. Melampyrum), biljni rod iz porodice volovotkovki raširen po umjertenom području sjeverne polutke. Urodice ili livadari su rod poluparazita koji od biljke-domaćina dobivaju vodu i hranjive tvari, ali one mogu i same preživjeti bez ovakvog parazitiranja.
Priznato je 46 vrsta. U Hrvatskoj raste oko 10 vrsta urodica, među kojima velebitska, livadna i druge.

## Vrste
1. Melampyrum alboffianum Beauverd
2. Melampyrum aphraditis S.B.Zhou & X.H.Guo
3. Melampyrum arvense L., poljska urodica
4. Melampyrum barbatum Waldst. & Kit. ex Willd., bradasta urodica
5. Melampyrum bihariense A.Kern.
6. Melampyrum × burnatii Beauverd
7. Melampyrum catalaunicum Freyn
8. Melampyrum caucasicum Bunge
9. Melampyrum chinense Dahl ex Diels
10. Melampyrum chlorostachyum (Hohen.) Beauverd
11. Melampyrum ciliatum Boiss. & Heldr.
12. Melampyrum cristatum L., krestava urodica
13. Melampyrum doerfleri Ronniger
14. Melampyrum × dolosum Beauverd
15. Melampyrum elatius Reut. ex Boiss.
16. Melampyrum fimbriatum Vandas, resasta urodica
17. Melampyrum heracleoticum Boiss. & Orph., makedonska urodica
18. Melampyrum hoermannianum K.Malý
19. Melampyrum indicum Hook.f. & Thomson
20. Melampyrum italicum (Beauverd) Soó
21. Melampyrum × knetschii Beauverd
22. Melampyrum koreanum K.J.Kim & S.M.Yun
23. Melampyrum laxum Miq.
24. Melampyrum lineare Lam.
25. Melampyrum macranthum Murata
26. Melampyrum mulkijanianii T.N.Popova
27. Melampyrum nemorosum L., šumska urodica
28. Melampyrum polonicum (Beauverd) Soó
29. Melampyrum pratense L., livadna urodica
30. Melampyrum roseum Maxim.
31. Melampyrum saxosum Baumg.
32. Melampyrum scardicum Wettst., šarska urodica
33. Melampyrum setaceum (Maxim. ex Palib.) Nakai
34. Melampyrum stenophyllum Boiss.
35. Melampyrum subalpinum (Jur.) A.Kern.
36. Melampyrum sylvaticum L., planinska urodica
37. Melampyrum trichocalicinum Vandas, dlakavo-čaškasta urodica
38. Melampyrum variegatum (Porta & Rigo) Huter
39. Melampyrum vaudense (Ronniger) Soó
40. Melampyrum velebiticum Borbás, velebitska urodica
41. Melampyrum × viviscense Beauverd
42. Melampyrum yezoense T.Yamaz.